# Друцкий-Любецкий, Константин
Константин Друцкий-Любецкий (пол. Konstanty Drucki-Lubecki; 1893—1940) — польский кавалерийский военачальник, полковник (посмертно — бригадный генерал), участник Советско-польской войны и Обороны Польши в 1939 году.

## Биография
Из старинного княжеского рода. Сын члена Государственного совета, князя Иеронима Друцкого-Любецкого и жены его Марии Гётцендорф-Грабовской (1861—1946).
Образование получил в Александровском лицее, который окончил в 1914 году. С началом Первой мировой войны поступил на службу фейерверкером в лейб-гвардии Конную артиллерию. 20 декабря 1914 года произведен в корнеты с переводом в 17-й драгунский Нижегородский полк. 20 ноября 1916 года переведен в 12-й гусарский Ахтырский полк.
В конце 1917 года вступил в польский эскадрон ротмистра Плисовского, сформированный в Одессе из поляков, служивших в 12-й кавалерийской дивизии. Был назначен командиром 1-го взвода. Зимой 1918 года в составе эскадрона совершил 1400-километровый переход из Одессы в Бобруйскую крепость на соединение с 1-м Польским корпусом генерала Довбор-Мусницкого. По прибытии был зачислен в 4-й эскадрон 3-го уланского полка. Участвовал в советско-польской войне в составе конного отряда Виленской самообороны. В октябре 1920 года в чине ротмистра командовал эскадроном на фронте в районе Минска, был награжден орденом Virtuti militari V класса.
В 1921 году был переведен в 13-й уланский, а в следующем году — в 23-й уланский полк. В 1925 году окончил курс Высшей военной школы. В 1925—1928 годах был преподавателем и директором наук кавалерийской школы в Грудзёндзе. 5 ноября 1928 года назначен заместителем командира 13-го уланского полка, а 10 июля 1929 года — командиром 2-го шеволежерного полка. В 1932—1938 годах заведовал кафедрой тактики в Высшей военной школе. Опубликовал ряд учебников и статей. В 1938 году был назначен заместителем командира, а в 1939 году — командиром Виленской кавалерийской бригады, с которой участвовал в сражениях под Петроковом и Мацеевицами. 26 сентября 1939 года был тяжело ранен, попал в плен. Находился в советской тюрьме в Самборе, откуда 17 мая 1940 года был переведен в Киев. Расстрелян в конце мая 1940 года, предположительно в лагере Быковня под Киевом. Похоронен на территории Польского военного кладбища в Быковне. В 1964 году посмертно был произведён в бригадные генералы генералом Андерсом.

## Семья
Был дважды женат, имел двух дочерей.
- Первая жена (с ок. 1920) — Софья Ванькович (?—1981)[1].
- Вторая жена (с 10.09.1924) — Мария-Антонина, урождённая Корвин-Красинская (1899—1987)[1].
  - Дочь — Тереса-Мария (1925—2021), замужем за Яном Вацлаов Станиславом Дангелом (Jan Wacław Stanisław Dangel h. Dangiel) (1916-1974) у них два сына[1].
  - Дочь — Эльжбета (1929—?)[1]
- Сестра — Мария (Мария-Ядвига-Юзефа-Франциска-Христина-Катерина-Елизавета-Клементина) Иеронимовна Друцкая-Любецкая (1890—1945). В 1917 году вышла замуж за Илью Прахина.
- Брат — Юзеф-Мариан-Ян-Непамуцан Иеронимович Друцкий-Любецкий (1897—1943)
- Сестра —  Кристина (Кристина-Мария-Ядвига-Юзефа)  Иеронимовна  Друцкая-Любецкая (23.01.1900—06.05.1921)[2][3]. Скончалась бездетной.

## Награды
- орден Virtuti militari, серебряный крест (1921)
- орден Возрождения Польши, офицерский крест (1937)
- крест Храбрых (дважды)
- крест Независимости
- крест Заслуги войск Срединной Литвы (1926)
- золотой Крест Заслуги (1930)
- медаль «Участнику войны. 1918—1921»
- медаль «10-летие обретения независимости»
- бронзовая медаль «За долголетнюю службу»
- серебряная медаль «За долголетнюю службу»

Иностранные:
- французский Орден Почётного легиона, кавалерский крест